# Gospodarz domu

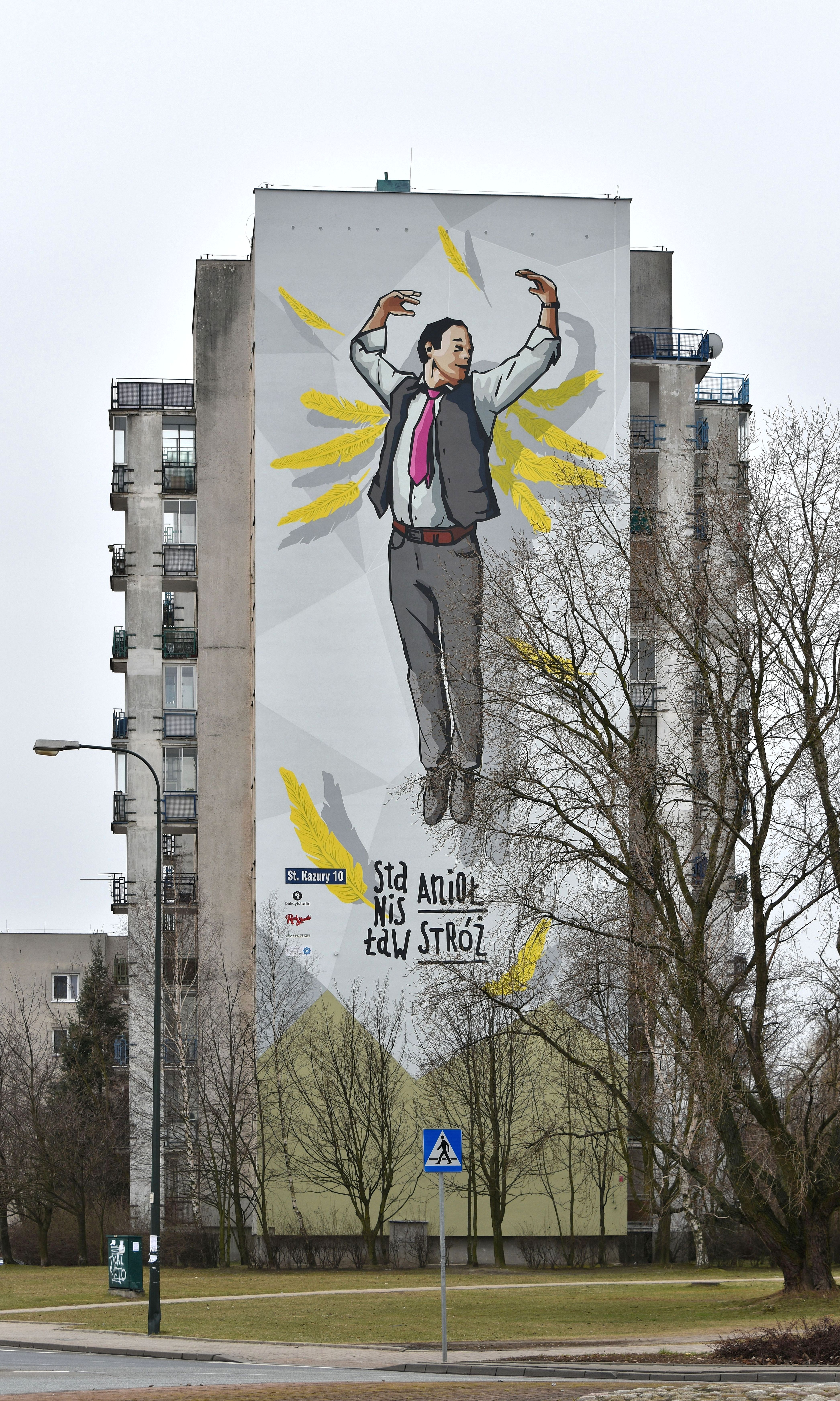
Mural przedstawiający gospodarza domu Stanisława Anioła (Roman Wilhelmi) przy ulicy Stanisława Kazury 10 w Warszawie

Gospodarz domu/budynku (dozorca domu/budynku) – pracownik zatrudniony przez spółdzielnię mieszkaniową, zarządcę nieruchomości lub zakład pracy, którego zadaniem jest zapewnienie porządku i czystości na terenie danej nieruchomości. 
Do podstawowych obowiązków gospodarza domu należy:
- zamiatanie podłóg i posadzek, mycie schodów, okien, lamperii i balustrad oraz czyszczenie, wycieranie i ścieranie napisów ze ścian.
- zajmowanie się pielęgnacją trawników, klombów, krzewów a także pielenie, grabienie i podlewanie roślin oraz koszenie trawników.
- usuwanie śmieci, odpadów i innych zanieczyszczeń oraz dbanie o należyty stan pojemników na śmieci i zsypy a także usuwanie śniegu i lodu z przejść, bram, podwórek, chodnika oraz połowy szerokości jezdni, przy której znajduje się budynek.
- dbanie o stan sanitarny nieruchomości poprzez stosowanie odpowiednich środków chemicznych (owadobójcze, trutki na szczury i tym podobnych) dostarczonych przez zarządcę oraz usunięcie skutków ich działania.
- usuwanie ze ścian budynków wszelkich ogłoszeń, afiszy i reklam umieszczonych tam bez zgody zarządcy.
- sprawowanie bezpośredniej kontroli nad stanem technicznym nieruchomości oraz zawiadamianie zarządcy o wszelkich dostrzeżonych uszkodzeniach i wadliwym działaniu instalacji oraz urządzeń technicznych w budynku takich jak brak światła na klatkach schodowych, korytarzach piwnicznych, zepsuta winda, domofon, niesprawne działanie drzwi i bram, wybite szyby w oknach i tym podobnych.

Gospodarz domu wykonuje drobne prowizoryczne naprawy, odpowiada również za wywieszenie flagi Polski w czasie świąt państwowych, narodowych i innych okazjonalnych uroczystości oraz jej późniejsze zdjęcie. Gospodarz pełni rolę pośrednika między zarządcą nieruchomości a jej lokatorami (i odwrotnie) zawiadamiając między innymi o zmianach opłat czynszowych, różnych zarządzeniach związanych z użytkowaniem lokalu, remontach, awariach i tym podobnych. Do obowiązków gospodarza domu należy również zapalanie i gaszenie światła na klatkach schodowych, korytarzach, bramach. W niektórych, zwłaszcza starych kamienicach, te ostatnie są przez niego zamykane na czas ciszy nocnej w godzinach 22:00–6:00.